# Herbert Spencer Gasser
Herbert Spencer Gasser (Platteville, Wisconsin, 5. srpnja, 1888. – 11. svibnja, 1963.) bio je američki fiziolog, koji je 1944.g. dobio Nobelovu nagradu za fiziologiju ili medicinu za svoj rad na akcijskim potencijalima na živčanim vlaknima, zajedno s američkim fiziologom Joseph Erlangerom.
Bio je direktor Rockefellererovog istraživackog instituta  (Rockefellerr University) u periodu 1935. – 1953.

## Vanjske poveznice
- National Academy of Sciences životopis
- Gasserova životopis  Arhivirana inačica izvorne stranice od 18. kolovoza 2001. (Wayback Machine)